# Xconq
Xconq è un motore grafico per videogiochi di strategia a turni. La distribuzione standard di Xconq include un gran numero di giochi già pronti, tra cui alcuni ambientati in un mondo fantasy, altri durante la seconda guerra mondiale, altri ancora nell'antica Roma.
Con Xconq è relativamente facile crearsi il proprio gioco di strategia. La prima versione stabile di Xconq fu pubblicata nel 1987; l'ultima versione, la 7.5 (disponibile per Windows, Mac e Unix), è stata pubblicata nel 2005.